# Jan Błędowski

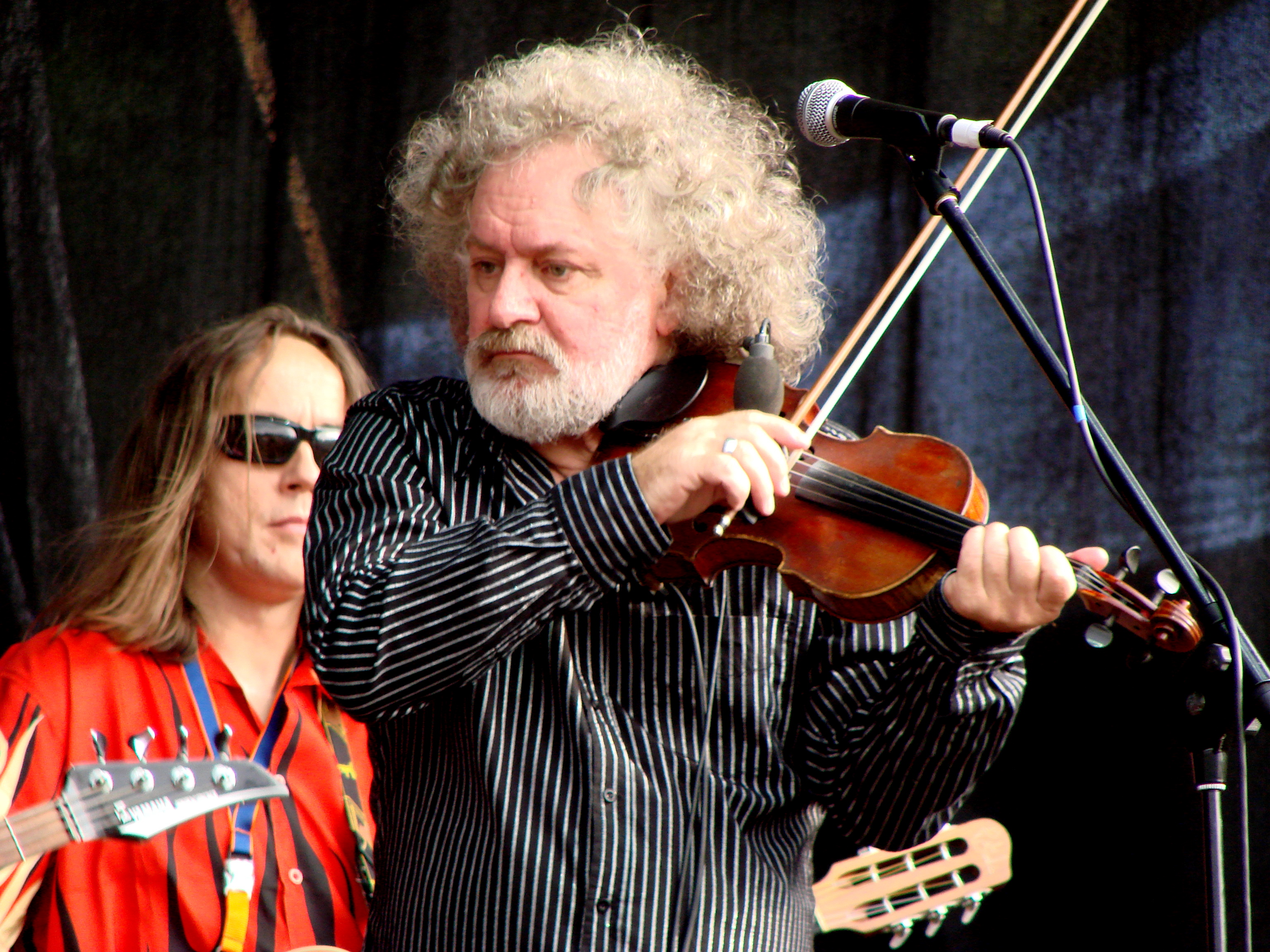
Jan Błędowski (2010)

Jan Błędowski (pln. [jan bwɛ̃ˈdɔfski], dt. Jan Bledowski geschrieben; * 11. Juli 1954 in Polen) ist ein polnischer, in Deutschland wohnhafter Geiger und Komponist.
Błędowski ist Gründer und Leader der seit 1972 aktiven polnischen Rockband Krzak mit Wurzeln in Kattowitz. Darüber hinaus gilt er als einer der begabtesten Geiger seiner Generation. In Polen spielte und nahm er unter anderem Alben mit Czesław Niemen, Antymos Apostolis sowie den Rockbands SBB und Republika auf. In Deutschland kam es zur Zusammenarbeit unter anderem mit Gruppen wie dem Blues Express, der Blues Power Orchestra, Tide und Schau Pau.
Neben regelmäßigen Auftritten in Kombination mit wechselnden Musikern aus Europa und Nordamerika, leitet Błędowski in Düren eine Musikschule mit Schwerpunkt auf dem Klavierspiel.